# Shallow Bay
Shallow Bay är en vik i Kanada.   Den ligger i provinsen Newfoundland och Labrador, i den östra delen av landet, 1 400 km öster om huvudstaden Ottawa.
Runt Shallow Bay är det mycket glesbefolkat, med 6 invånare per kvadratkilometer.